# دان آكسل زاغادو
دان آكسل زاغادو (بالألمانية: Dan-Axel Zagadu) (مواليد 3 يوليو 1999 في فرنسا، كريتاي) لاعب كرة قدم فرنسي يلعب حاليا لصالح نادي الدرجة الأولى بوروسيا دورتموند الألماني منذ 2018 في مركز الدفاع (ظهير أوسط).
| النادي           | الموسم        | الدوري          | الدوري | الدوري | كأس | كأس   | القاري | القاري | أخرى | أخرى  | مجموع | مجموع |
| النادي           | الموسم        | الدوري          | لعب    | أهداف  | لعب | أهداف | لعب    | أهداف  | لعب  | أهداف | لعب   | أهداف |
| ---------------- | ------------- | --------------- | ------ | ------ | --- | ----- | ------ | ------ | ---- | ----- | ----- | ----- |
| بوروسيا دورتموند | 2017-18       | الدوري الالماني | 11     | 1      | 1   | 0     | 3      | 0      | 1    | 0     | 16    | 1     |
| مجموع المسيرة    | مجموع المسيرة | مجموع المسيرة   | 11     | 1      | 1   | 0     | 3      | 0      | 1    | 0     | 16    | 1     |

## روابط خارجية
- دان آكسل زاغادو على موقع الاتحاد الأوربي (الإنجليزية)
- دان آكسل زاغادو على موقع قاعدة بيانات كرة القدم.إي يو (الإنجليزية)
- دان آكسل زاغادو على موقع ليكيب (الفرنسية)
- دان آكسل زاغادو على موقع Soccerbase.com (لاعب) (الإنجليزية)
- دان آكسل زاغادو على موقع Soccerway.com (الإنجليزية)
- دان آكسل زاغادو على موقع عالم كرة القدم.نت (الإنجليزية)
- دان آكسل زاغادو على موقع AS.com (الإسبانية)